# Fritz Hermann Flimm
Fritz Hermann Flimm (* 5. November 1936 in Gießen; † 2. März 2019) war ein deutscher Diplomat.

## Leben
Fritz Hermann Flimm trat 1957 in den Auswärtigen Dienst ein. Nachdem er den Vorbereitungsdienst absolviert hatte, war er für ein Jahr ab 1960 in der Zentrale des Auswärtigen Amtes in Berlin und kam dann zu unterschiedlichen diplomatischen Vertretung Deutschlands. Von 1961 bis 1964 nach Washington, dann bis 1971 nach New Orleans und bis 1975 nach Kabul. Er kam bis 1980 zurück in die Zentrale des Auswärtigen Amtes und wurde dann bis 1983 Pressereferent an der Botschaft in Stockholm. Bis 1987 war er Leiter eines Referats in der Zentralabteilung des Auswärtigen Amtes und wurde dann als Botschafter Leiter der deutschen Botschaft Cotonou in Benin. In dieser Funktion unterzeichnete er beispielsweise im November 1990 ein Abkommen zwischen der Regierung der Bundesrepublik Deutschland und der Regierung der Republik Benin über finanzielle Zusammenarbeit in Höhe von 50 Mio. DM. Es folgte von 1991 bis 1994 die Leitung der deutschen Botschaft in Nouakchott in Mauretanien. Anschließend wurde er Beauftragter für den Haushalt des Auswärtigen Amtes. Ab 1998 war er deutschen Botschafter in Simbabwe, was er bis 2001 blieb. Als sich im Jahr 2000 die politische Situation in Simbabwe unter Führung Robert Mugabes im Zuge einer „Landreform“ zuspitzte, amtierte Flimm als Botschafter in dem Land.

## Stationen
| Vorgänger                   | Amt                                                                            | Nachfolger          |
| --------------------------- | ------------------------------------------------------------------------------ | ------------------- |
| Horst Uhrig                 | Botschafter der Bundesrepublik Deutschland in Cotonou/Benin 1988–1991          | Ulrich Hochschild   |
| Helmut von Edig             | Botschafter der Bundesrepublik Deutschland in Nouakchott/Mauretanien 1991–1994 | Johannes Westerhoff |
| Norwin Leutrum von Ertingen | Botschafter der Bundesrepublik Deutschland in Harare/Simbabwe 1998–2001        | Peter Schmidt       |